# Nibok
Nibok è un distretto di Nauru. Fa parte della circoscrizione elettorale d'Ubenide.
Nibok si trova nella parte occidentale dell'isola, è bagnato dall'Oceano Pacifico e confina con i distretti di Uaboe, Anibare, Buada e Denigomodu.
Ha una superficie di 1,36 km² e una popolazione di circa 450 abitanti.
Sul suo territorio si trovano alcuni laboratori della Nauru Phosphate Corporation.